# Philip Clark
Philip Corriston Clark (18 de setembro de 1898 – 16 de dezembro de 1985) foi um jogador de rugby union estadunidense, campeão olímpico.

## Carreira
Enquanto estudava na Universidade Stanford, jogou pelo Stanford Cardinal, depois ingressou no Clube Olímpico. Ele integrou a equipe da Seleção dos Estados Unidos que conquistou a medalha de ouro nos Jogos Olímpicos de Verão de 1924 em Paris. Ele jogou uma partida dessa competição, em 11 de maio, quando os americanos venceram no Stade de Colombes contra os romenos por 37-0. Após encerrar a carreira esportiva, tornou-se geólogo e engenheiro na indústria petroquímica.
Juntamente com outros medalhistas de ouro do rugby union, ele foi incluído no Hall da Fama do IRB em 2012.